# Disney Club
Disney Club foi um programa de televisão infantil brasileiro produzido pela Disney, exibido inicialmente pela Rede Globo e posteriormente, sob novo formato, pelo Sistema Brasileiro de Televisão (SBT) e pelo Disney Channel. Na Rede Globo, foi exibido, de 1993 a 1995, aos domingos, exibindo apenas desenhos animados, sem apresentação, e em 1996,o programa se tornou um quadro da TV Colosso, tendo como apresentador o personagem Zé Carioca. No SBT, foi exibido de 28 de abril de 1997 até 19 de janeiro de 2001 e o mesmo programa volta em seguida com o nome Disney CRUJ e com novidades no dia 14 de abril de 2001 até o dia 28 de dezembro de 2002 e foi reprisado até 11 de outubro de 2003.
O programa Disney Club surgiu no início dos anos 90 na Europa, sendo exibido em mais de 30 países, como Espanha, França, Alemanha, entre outros. Por causa do grande sucesso, que a versão europeia do Disney Club foi exportada para países da Ásia-Pacífico, como Índia, China e Austrália, que também foi sucesso.
A versão brasileira (exibida conjuntamente pelo SBT e Disney Channel) era dirigida por Renato Fernandes e implantada por Cao Hamburger e Anna Muylaert, como o primeiro fruto da parceria entre o SBT e a Walt Disney Company. Foi um dos principais programas infantis entre a segunda metade da década de 90 e início da década de 2000.

## Antecedentes
No Brasil, o programa foi produzido, a princípio, pela Disney em parceria com a Rede Globo. Entre 1993 e 1995,o programa era exibido aos domingos pela manhã e só apresentava desenhos.Em 1996, sob novo formato, e através de uma parceria com o grupo Cem Modos, foi exibido como um quadro da TV Colosso. Nesse período, o programa contava com um boneco do Zé Carioca como apresentador. Além de entrevistas o programa oferecia dicas de comportamento, apresentações musicais, leitura de horóscopo e informações sobre eventos culturais. Com o fim da TV Colosso naquele mesmo ano, o programa saiu do ar, retornando no ano seguinte em novo canal e totalmente reformulado.
A nova versão foi formatada por Cao Hamburger, que foi contratado pelo SBT após alguns anos na TV Cultura. Cao não reaproveitou nada da edição da Rede Globo. Sua ideia foi, no mínimo, irreverente: um grupo de amigos montam uma emissora de TV pirata e passa a interferir na programação do SBT. "Em um mês e meio, criamos tudo e começamos a gravar. Aconteceu tudo muito rápido, mas ficou do jeito que a gente queria", avaliou Cao em fevereiro de 2002.
Cao Hamburger se despediu do Disney Club em outubro de 1997, quase nove meses depois da estreia, mas a roteirista Cláudia Dalla Verde (colaboradora de Cao na TV Cultura) ficou. A única recomendação que a Disney fez, ressaltou ela, foi priorizar a diversão em detrimento de problemas econômicos ou denúncias sociais. "Não adianta enfocar problemas que as crianças não conseguem resolver. Isso poderia frustrá-las", esclareceu a roteirista na época.
Mas não é só o conteúdo pedagógico que assegurava a boa audiência; parte do sucesso do programa se devia também ao elenco do programa, composto totalmente por pré-adolescentes.

## História

### Disney Club entre 1993 e 1995
Anunciado nas chamadas de fim de ano da Rede Globo, o programa estreou em 2 de maio de 1993. Sem apresentadores, o Disney Club consistia em um bloco de desenhos animados de aproximadamente uma hora. Foi exibido neste formato até o final de 1995, quando migrou dos domingos para as manhãs de segundas às sextas-feiras, se tornando um quadro da TV Colosso.

### Disney Club em 1996
Invadindo a programação canina matinal da TV Colosso, Zé Carioca apresentava o Disney Club, uma espécie de talk show voltado ao público infanto-juvenil. Ao longo do ano de 1996, o papagaio comandava entrevistas com celebridades da televisão, do esporte e das passarelas. Sandy & Júnior, Angélica, Xuxa, Romário, Renato Aragão foram apenas alguns dos convidados. Além de entrevistas, Zé respondia cartas de fãs e apresentava um bloco de desenhos animados.
Com o encerramento das transmissões da TV Colosso, Zé Carioca também perdeu seu espaço na grade da Rede Globo. No final daquele ano, o papagaio se despedia do público e o Disney Club saía do ar pela primeira vez.

### Disney Club em 1997
A história do programa começa em 1997, baseada num programa de TV pirata que era transmitido secretamente por três crianças (que preferiam ser denominadas de ultrajovens, inspirado em um livro de Carlos Drummond de Andrade, O Poder Ultra-Jovem), através de um sótão secreto da casa em que moravam os irmãos Juca (Diego Ramiro) e Guelé (Leonardo Sierra Monteiro) viviam com seus pais. Por causa do trabalho, os pais deles passavam a maior parte do dia fora de casa, já que os irmãos estudavam de tarde, embora a mãe deles ficasse pouco tempo em casa e chegava antes da noite.
Algum tempo antes, Juca conseguiu abrir a passagem secreta pelo armário dele no quarto, que só abria com a senha que ele escrevia da calculadora camuflada dentro do livro "Alercta Vermelho" (O "Alercta" com "c" foi colocado erradamente de propósito pelo Juca).
Lá dentro do sótão abandonado, Juca, com conhecimentos de técnicos de televisão e videocassete, conseguiu reunir peças abandonadas naquele local e com os de casa, montar uma TV Pirata, com ajuda do irmão Guelé e mesmo do melhor amigo desde a infância, Macarrão (Caíque Benigno), que recebeu o apelido por conta de ser ligeiramente gordo e por sua comida favorita.
A antena transmissora era o guarda-chuva de Guelé que usava quando estudava no jardim de infância, com uma estampa do Mickey. Havia também no sótão abandonado uma mesa, um sofá e outra passagem secreta, que ficava por trás da única câmera que Juca tem.
No dia 28 de abril, Juca, Guelé e Macarrão fundam juntos o CRUJ (Comitê Revolucionário Ultra-Jovem). Para poderem apresentar a transmissão, eles tiveram que usar disfarces e codinomes para não serem descobertos por agentes da TV (agentes que agem em todo o Brasil para descobrir sinais de TVs piratas). Com os nomes Juca/Caju ("Juca" invertido), Guelé/Chiclé (por gostar de chiclete) e Macarrão/Macaco (que tinha uma máscara de macaco) formam a TV CRUJ.
O CRUJ representava uma espécie de clube, onde os ultrajovens poderiam desabafar sobre todas as injustiças que sofriam com os pós-ultrajovens e ultravelhos (adultos e idosos, na linguagem ultrajovem), inclusive nos problemas que obtinham em casa, na escola, na rua e na sociedade e fazer "reivindicações".
Além disso, a atração exibia desenhos animados produzidos pela Disney, que ficaram bastante conhecidos na época, como Timão e Pumba e a A Turma do Pateta. A partir de junho de 1997, dois outros desenhos foram adicionados ao programa: TV Quack Pack e Bonkers.
Posteriormente, o trio de integrantes do CRUJ passou por alterações em sua formação. A primeira mudança do grupo foi a entrada, em junho de 1997, uma nova integrante, mas era uma garota chamada Malu (Jussara Marques), que chegou reivindicando um espaço feminino no programa. Posteriormente apareceu com o codinome Maluca, pelos garotos a chamarem de "maluca", sua cor preferida era cor-de-rosa, vaidosa e roupas extravagantes que nem estavam na moda da época. Ela veio de paraquedas entrando pelo teto da antena após descobrir o sinal da TV Pirata, o que levou os garotos a retirar a antena para que ela não caísse em cima dela. Seus dizeres mais marcantes eram: "Eu não sou maluca! Meu codinome que é Maluca". No final de 1997, Juca, Guelé e Malu passaram de ano da escola, mas Macarrão foi reprovado.

### Disney Club em 1998
No início de maio de 1998, o quarteto comemorou um ano do CRUJ atrasadamente. No mesmo mês, coincidindo um ano do CRUJ, depois de exibir as reprises de Timão e Pumba, A Turma do Pateta, TV Quack Pack e Bonkers, o programa diversificou outros desenhos: Doug (as primeiras temporadas produzidas pela Nickelodeon foram transmitidas no Brasil pela TV Cultura), 101 Dálmatas, Marsupilami, Os Super Patos e Sardinha e Filé.
Em junho, uma sequência de programas especiais foi produzida devido a Copa do Mundo FIFA de 1998, apresentando por Caju e Maluca,o programa se tornou uma éspecie de telejornal aonde eram transmitidos os desenhos que já faziam parte da programação.
Entre setembro e outubro, foram sorteados 150 CDs da recém-formada BRUJ (Banda Revolucionária Ultra Jovem).
Em dezembro, Juca, Guelé e Malu passaram novamente de ano da escola, e o repetente Macarrão também, que foi o mais comemorado.

### Disney Club em 1999
No mês de janeiro de 1999, foram reprisados os "melhores momentos" de 1998 do programa. Em fevereiro, a nova temporada começou a ser exibida.
No dia 01 de fevereiro, o CRUJ comemorou 2 anos no ar com um programa especial, tendo como atrações Carla Perez recém-contratada da emissora e Vinny, o mágico nipo-brasileiro Ossama "O Ilusionista", Beto Carrero e cerca de 30 ultrajovens na festa e uma reinauguração do único estúdio da emissora pirata, ainda no sótão, com quatro televisões velhas da década de 80.
No início do mês de maio, uma nova personagem entra em cena: Ana Paula (Danielle Lima), amiga de Guelé e da mesma sala dele no colégio, convidada para fazer um trabalho escolar, descobre por acaso o esconderijo na hora da transmissão e ela aparece com cara à mostra e coloca o famoso nariz de palhaço vermelho e se apresenta Pipoca, devido à comida favorita dela.
No mesmo mês, no dia 28 de maio, o personagem Macaco saiu do programa; o motivo para a sua saída era a mudança da família do personagem de São Paulo para Curitiba devido à transferência do pai do mesmo. Antes de Macaco sair, ele deu a Pipoca o comando do "play", que por 2 anos era dele. Meses depois ela também é apelidada como "Ana P".
Em setembro, o programa começou a fornecer e-mail para os telespectadores, embora tivesse mantido a comunicação por carta.
Em outubro, mais um novo membro entra: um menino rico vindo do interior de São Paulo chamado Frederico (Murilo Troccoli). Ele entra da mesma maneira da Maluca: cai do céu de paraquedas entrando pelo teto da antena, com o nome de Rico. Os pais dele eram fazendeiros, entretanto ausentes e iam frequentemente para Miami, nos Estados Unidos. Para o disfarce usa pano preto em que duas pontas amarradas atrás e outras duas para baixo, deixando apenas os olhos à mostra (o mesmo dos criminosos dos Estados Unidos no Século XIX. Meses depois, não gostou do disfarce e os integrantes arranjaram uma nova máscara: uma cara de cachorro com a cor de laranja e o nariz e pelos pretos, que por coincidência ou não, depois que ele mostrou novo disfarce, as vendas dessa máscara similar aumentaram.
Em dezembro, Juca, Guelé e Malu passaram novamente de ano da escola; Macarrão informou por e-mail que também passou.

### Disney Club em 2000
Durante o ano de 2000, o Disney Club manteve o mesmo formato apresentado durante os dois anos anteriores
Os integrantes comemoravam o terceiro aniversário, junto com Macaco,que retornava especialmente para a data.
Os novos nomes dos rivais do CRUJ eram citados quando não estavam no ar.
No entanto,o personagem Rico saiu do programa pelo motivo da mudança definitiva de seus pais para Miami.

### Disney Club em 2001
Correspondendo curto período sendo Disney Club, foi de 1º até 19 de janeiro. O Disney Club permaneceu no ar até o dia 19, quando a TV CRUJ saiu do ar por conta da antena com defeito e os integrantes queriam tirar férias. Foram mais de 930 programas exibidos de segunda à sexta. Em 14 de Abril de 2001 o programa volta como Disney CRUJ totalmente reformulado.

## Elenco
- Juca/Caju:

(Diego Ramiro), que já chegou no início do programa em 1997, neste ano ele tinha 15 anos, era o inventor, líder e presidente do CRUJ. Inteligente e determinado, usava um "pano" que cobria parte do rosto, o "pano" tinha dois buracos para os olhos e não cobria a boca e as bochechas e parte da testa, o juca era visto como ídolo pelo seu irmão mais novo Guelé.
- Guelé/Chiclé:

(Leonardo Sierra Monteiro), que já chegou no início do programa em 1997, neste ano ele tinha 7 anos, é o irmão mais novo de Juca, tem comportamento mimado e rebelde, chegando querer igualar ao seu irmão, se inspirando no outro bordão "Meu irmão, meu ídolo!". Guelé usava bigode e sobrancelha "de mentirinha"
- Macaco/Macarrão/Maca:

(Caíque Benigno), que já chegou no início do programa em 1997, neste ano ele tinha 13 anos, é uma personalidade mais alegre e engraçada, além de gostar muito de comer. Ao contrário de Caju e Guelé, é díficíl saber o nome verdadeiro. Fica no comando do "play" desde a fundação da TV CRUJ e ajuda Caju e Guelé. O mais famoso bordão do Macaco era do Caju e Guelé (mais tarde também de Malu e Pipoca), dando a seguinte ordem: "Dá o play, Macaco!". Logo depois o Macaco dizia: "É pra já!". Macaco também tinha outro codinome (Maca), e ele usava uma máscara de macaco.
- Maluca/Malu:

(Jussara Marques), que já chegou no início do programa em 1997 já com o programa com alguns meses no ar, neste ano ela tinha 12 anos, era estudante ligada a defender os direitos femininos. Entra no CRUJ de paraquedas, quase três meses depois da fundação. Entende de moda (provavelmente herdada pela mãe), que inclusive usava roupas que nem estavam na moda da época. Usava as perucas de várias cores (provavelmente inspirada pelos desenhos japoneses).
- Pipoca/Ana Paula:

(Danielle Lima), entrou no programa no início de maio de 1999 e neste ano ela tinha 9 anos. É estudante da mesma sala do Guelé, que é a melhor amiga. Entra no CRUJ um mês antes do Maca sair do CRUJ. Gosta tanto de comer pipoca, que é a sua comida preferida. Pipoca usava um nariz de palhaço.
- Rico/Fred/Frederico:

(Murilo Troccoli), entra no CRUJ em outubro de 1999. Filho único, os pais dele iam com frequência para Miami, Estados Unidos e tinham terras no interior de São Paulo. Inicialmente, o rico usava um pano preto em que duas pontas amarradas atrás e outras duas para baixo, deixando apenas os olhos a mostra, mas houve problema, pois não gostou do disfarce e os integrantes arranjaram uma nova máscara: uma cara de cachorro com a cor de laranja e o nariz e pêlos pretos.

## Horários
A versão da Rede Globo foi exibida, inicialmente, aos domingos, antecedendo os programas da Xuxa, e, posteriormente, de segundas às sextas-feiras entre o primeiro e o segundo bloco da TV Colosso, durante as manhãs da emissora.
A versão do SBT entrou no ar pela primeira vez no dia 20 de janeiro de 1997. Em sua primeira fase, era exibido de segunda a sexta, em rede das 18h às 19h, e em alguns locais, das 17:30 às 18:30 (pois algumas afiliadas do SBT exibiam telejornais locais das 18:30 às 19h, até antes do fim de 1998), como o primeiro fruto da parceria entre o SBT e a Walt Disney Company. Na segunda fase, a partir de junho de 1997, passou para 19h até 20h, como estratégia para "chamar a atenção" pelas chamadas nos intervalos da novela infantil Chiquititas, que estrearia no dia28 de junho, indo ao ar após o Disney Club. A terceira fase começou quando, três meses depois, o Disney Club voltou ao horário antigo de 18h, mas com mais 15 minutos de duração, até às 19:15.
Desde a estreia, enfrentava a forte concorrência da Rede Manchete, que exibia desenhos animados japoneses no horário. Mas esta emissora começava a perder grande número de afiliadas em cidades brasileiras, até que a rede retirou os "animes" do ar, já que eram reprisados seguidamente há mais de dois anos. Com isso o Disney Club tornou-se o único programa infantil em sua faixa de horário.
Caracterizou principalmente o programa a impressão falsa deste ser ao vivo. Em períodos de horário de verão, devido às grandes dimensões do território do Brasil e aos vários sinais da emissora devido aos fusos horários vigentes, em alguns estados das regiões Norte, Nordeste e Centro-Oeste que não estavam nas áreas englobadas,isso causava uma certa confusão,já que ainda era fim de tarde nestes estados.
Mudanças recorrentes da emissora a partir de 1999 interferiram ligeiramente no horário do programa: passou para 18:05 às 19:20; depois, em 2000, das 18:15 às 19:30, até o dia 19 de janeiro de 2001 (foram mais de 300 episódios em 2000). Também entre 1999 e 2001, o programa chegou a mudar seu público-alvo, passando de infantil para o infanto-juvenil, acompanhando o fato de alguns dos integrantes já serem adolescentes.
Já em sua quarta fase, a atração muda de nome para "Disney CRUJ", e de horário: sábado das 10:15 às 12h. Isso a partir do dia 14 de maio. No entanto, em 12 de outubro de 2003, o programa sai do ar,já que as gravações do programa haviam terminado em 2002,e as reprises continuavam a ser exibidas.

## Fim do Disney Club
Em 19 de janeiro de 2001, foi ao ar o último episódio de Disney Club, com exatamente quatro anos de duração. Vários fatores levaram ao fim do programa. A ideia original do programa era a introdução da versão brasileira do Disney Channel, que ainda não tinha um feed no Brasil. Naquela época o único escritório da Disney no América Latina era na Cidade do México. A Disney percebeu que era necessário se unir a uma grande emissora de TV, para divulgar o canal, pois nos anos de 1990, a televisão por assinatura não era acessível para uma grande parte da população brasileira. Após uma recusa da Globo, Disney e SBT assinaram o acordo em segredo. A Disney ficou a cargo da produção do projeto enquanto o pagamento dos funcionários foi terceirizado. A Disney investiu pesado e contratou os melhores autores e produtores infantis disponíveis à época: Cao Hamburger e Flávio de Souza que já haviam trabalhado na TV Cultura. O programa foi criado de maneira totalmente descompromissada, levando apenas 1 mês e meio para a sua finalização, ao mesmo tempo que eram feitos os castings para o elenco. O projeto demonstrava total flexibilidade ao se moldar nas interferências ao redor, como a criação de personagens que não existiam originalmente no projeto como Guelé. O programa ultrapassou as expectativas e acabou permanecendo muito tempo no ar, o que não estava originalmente previsto. A Disney deu o nome do programa de Disney Club como referência ao formato que existia em diversos países do mundo. E como o programa seria transmitido no SBT e seus diretores não queriam apenas este nome, porque acreditavam que o telespectador pensaria que se tratava de um formato comprado da Disney, o programa então ganha o um sub-nome e que ficou mais popularmente conhecido, TV CRUJ. Em 28 de abril de 1997, entra no ar o Disney Club ou TV CRUJ. Na época, o Disney tinha um sinal para a DirecTV, o Disney Weekend que só funcionava durante os fins de semana e sem grade fixa. O Disney Channel Brasil entrou no ar em 2001. Com o sucesso do programa ele passa a ser exibido pelo sinal, em 1999. Com o passar do tempo, vários problemas contratuais foram surgindo, já que as reprises eram exibidas sem autorização de seus produtores e do elenco.
- Em 2000, a Disney se preparava para lançar a versão brasileira do Disney Channel. Ao mesmo tempo, a produção do programa deixou de ser o foco do grupo, pois ele funcionava como uma propaganda dos principais produtos do Grupo Disney. Os integrantes da produção do programa chegaram a levantar um boato, que o programa poderia causar um conflito de interesses na própria Disney, já que o programa poderia eventualmente se tornar um sério concorrente do canal no horário.
- Enquanto o programa continuava a ganhar audiência, os atores/apresentadores cresciam e formaria um dilema no enredo. Eles estavam se tornando adolescentes e se preparariam para se tornar um dos seus inimigos, os adultos . As crianças se tornariam seus próprios inimigos, e conforme o enredo em que os adultos, mesmo sem motivos, denunciariam e fechariam o TV CRUJ se descobrissem (por isso nem a mãe de Juca e Chiclê não poderia saber do clube).Isso acabou se tornando um problema, pois ninguém imaginava que o programa fosse durar muito tempo, tanto tempo que os atores cresceram em pleno ar .O triunfo de Cao Hamburger foi mostrar de uma forma, entendível e não traumática para as crianças, pois elas sabiam que perderiam um dos personagens principais e queridos, o crescimento de Juca foi demonstrado de uma forma leve e mostrou que brincadeiras e situações que eram interessantes quando o personagem era criança, perdem a graça. Juca renuncia a presidência, porque com muitos deveres e responsabilidades não havia mais tempo para a TV CRUJ, também começara a se interessar por outras coisas. embora Juca nunca se esquecera e deixara completamente o clube, sempre aparecendo e mostrando amor ao que criara, o que levava as crianças a acreditarem que Juca, mesmo depois de adulto, não os denunciaria.
- Após 4 anos no ar de segunda a sexta, os produtores perceberam que o formato do programa estava desgastado. Como foi feito com as personagens Macaco e Pipoca, uma eventual troca de elenco era planejada, da mesma forma que acontecia em Chiquititas, mas nunca afastando totalmente seu elenco principal. Mas, este prolongamento do programa causou a mesma situação entre os diretores do programa e do SBT.
- Em 2000, o dólar aumentou consideravelmente, o que fez Silvio Santos querer rever o contrato, com novos valores e agora em reais. Alegando que isto seria uma quebra de contrato por parte de Silvio, a Disney ameaçou cancelar  unilateralmente, e isso posteriormente aconteceu, já que o dólar caiu violentamente logo depois, que fez Silvio mudar de opinião. Mas, a relação já estava deteriorada e eventuais discussões já eram comum.
- Ao mesmo tempo que as relações entre SBT e Disney se desgastavam, a Disney parou de enviar conteúdos novos para o programa, o que resultou em diversas reprises.
- Ao final do ano 2000,a Disney resolveu cancelar definitivamente o programa. Assim, pediu pros roteiristas e diretor escreverem um final. E ele foi escrito. Juca e Guilé chegavam da escola e encontravam  a placa de vende-se em frente à casa. Se mudariam no sábado, e tinham uma semana para contar para os telespectadores, até o dia do último programa seria exibida uma festa de despedida e no último programa seria o revelado o futuro de cada um dos personagens. Caso surgisse uma eventual renovação do programa, a TV CRUJ seria reaberta como uma homenagem a antiga TV CRUJ e na luta de seus direitos por um de seus antigos membros e contaria com a apresentação de novas personagens, existiriam também especiais com os antigos Ultra-Jovens.

## Fim Do Disney Cruj
- Talvez o principal motivo para o fim do programa, foi o fato de Silvio Santos querer dar continuidade ao programa, mesmo após a forte vontade da Disney querer rescindir o contrato. O nome do programa mudou para Disney Cruj. Em 2001, mantendo os mesmos organizadores do projeto, o final escrito foi ignorado e a direção da emissora demitiu sumariamente a equipe original do programa. O novo diretor escolhido foi Michael Ruman,após o lançamento do filme "Os Xeretas",que era uma espécie de "Goonies" brasileiro. Acreditando, que o programa tinha uma audiência muito baixa, Michael Ruman decidiu fazer diversas mudanças no programa, colocando novos personagens, histórias e locais de gravação. Já era de conhecimento que o programa iria mudar de horário e Ruman optou por tirar o humor de que o programa já era conhecido e colocar mais aventura, ação e mistério. Após praticamente criar um outro programa em cima do formato. Em 2002, ainda acreditando que suas mudanças estavam fazendo o Disney CRUJ ganhar audiência enquanto que na verdade o programa continuava a perder audiência para a TV Globinho, o programa vira uma novelinha o que não agradou o público. Ao mesmo tempo que o programa apresentava resultados negativos, o SBT entrava em uma crise financeira, o que forçou Silvio Santos a cancelar a produção do programa.

## Concurso Cultural CRUJ
O programa também promoveu concursos culturais em 1999 e 2000, nos quais os telespectadores infanto-juvenis enviavam obras de arte feitas por eles mesmos, como desenhos e esculturas. Os vencedores dos concursos apareciam no programa para receber um prêmio. Para manter o ambiente, esses também apareciam usando máscaras e um "codinome", ainda que seus nomes verdadeiros tivessem sido revelados quando anunciados como vencedores dos concursos nos programas anteriores.

## Prêmio

### APCA (1997)
- Melhor Atração Infantil de Televisão

### Troféu Imprensa (1998/1999)
- Melhor Programa Infantil

## Disney CRUJ
Após o fim do Disney Club em 19 de janeiro de 2001, o mesmo programa volta ao ar no dia 14 de abril de 2001 com o nome de Disney CRUJ, mas agora o programa mostra a parte exterior da casa da TV CRUJ e também mostra novos personagens, e não foi adicionado nenhum novo apresentador do programa, mas agora o programa é exibido apenas aos sábados das 10hs15min até meio-dia.

## Musicas
Tanto Disney Club como Disney Cruj, eram sempre colocadas as mesmas musicas em cada episodio.
| Tilhas                   | Compositor(es)         | Álbuns                      |
| ------------------------ | ---------------------- | --------------------------- |
| Cartooniacs              | Charlie Brissette      | SCD 232: Cartoonz!          |
| Bassooner Or Later       | Otto Sieben David Bell | SCD 074: Comic Collection 1 |
| Oldtimer Rallye 2        | Alfi Kabiljo           | SCD 074: Comic Collection 1 |
| Oldtimer Rallye Gags (H) | Alfi Kabiljo           | SCD 074: Comic Collection 1 |

## Controvérsias

### Erros no Disney Club
- Por ser programa gravado, nas sexta-feiras era comum os integrantes dizer "Amanhã a gente já volta" ou "Amanhã já estaremos de volta". Vale ressaltar que o Disney Club não era exibido nos sábados. O primeiro erro aconteceu em 5 de setembro de 1997.

## Curiosidades
- Leonardo Sierra Monteiro o ator que fez Guilé, apesar de muito jovem na época das gravações, percebeu como funciona as coisas nos bastidores de TV. Após fazer teste pro personagem de Juca com mais de 1000 atores, em que não passou, foi criado a personagem do irmão dele, Guilé. O próprio Leonardo disse em entrevista, que foi "indicado" a participar desta nova seleção, com trezentos atores, mas foi escolhido mesmo por causa de contatos que tinha entre os produtores. Leonardo viu a si próprio a perder o papel de Juca para seu companheiro de cena, Diego Ramiro  porque os pais deste tinham contatos nos bastidores. Leonardo também viu outros atores entrando e saindo do programa sem nem sequer fazer testes. O novo diretor do programa entrou também por "indicações". E este introduziu atores do seu círculo sem passarem por teste. Esta falta de sinceridade no meio artístico e a instabilidade de emprego, fez ele se frustrar, e desistir de vez da carreira de ator, se tornando professor de engenharia.
- Em 1997, as vozes de criança Diego Ramiro e Caíque Benigno mudaram para grossa nos primeiros meses do programa. Isso aconteceu quando nas primeiras gravações, ainda eram crianças e estavam quase adolescentes.
- O Disney Club teve uma edição não exibida, que aconteceu no dia 24 de junho de 1998. Naquele dia, o SBT exibiu nesse horário, um especial da dupla sertaneja Leandro e Leonardo, um dia depois que integrante da dupla, Leandro, morreu no dia anterior. Esse fato foi despercebido pela produção e da própria emissora, pois nos arquivos da emissora diz ter 935 programas gravados, sendo que há 934 programas gravados.
- O Disney Club, juntamente o elenco e a produção poderiam sair do SBT em 1999. O contrato entre a emissora brasileira e a Walt Disney Television foi feito em cotação em dólar e não real em 1997. A alta do dólar naquele ano poderia provocar a saída o cancelamento do programa, quando Sílvio Santos queria renegociar o valor do contrato, mas o estúdio norte-americano ameaçou recusar a proposta por não estar nas cláusulas de contrato. Se Silvio tentasse renegociar por conta da alta do dólar, que caiu nos meses seguintes, teria sido definitivamente cancelada.[6]